# Jim Stolze
Jim Stolze (Vlaardingen, 30 novembre 1973) è uno scrittore e imprenditore olandese.

## Innovazione
Uno degli imprenditori tech più rispettati al mondo, Jim Stolze è docente all'Università di Singularity, imprenditore e uno dei dodici ambasciatori di TED nel mondo.
La Singularity University è una società di beneficenza che educa, ispira ed infine permette ai leader di risolvere le grandi sfide dell’umanità applicandovi tecnologie esponenziali. SingularityU Milan è un chapter locale ed un’organizzazione della Singularity University, supportata dalla comunità degli alumni e degli appassionati.

## Educazione e carriera da autore
Dopo essersi laureato alla Vrije Universiteit di Amsterdam, Stolze ha conseguito il suo MBA alla Lemniscaat Business School. La sua tesi di laurea specialistica attirò attenzione a livello internazionale, grazie a un esperimento in cui Stolze rimase completamente offline per un mese. Stolze ha condiviso questa esperienza in un libro intitolato "How to survive your inbox".
Il suo secondo libro è intitolato "Sold Out!", in cui esplora il concetto dell'Attention Economy. Il libro è stato nominato "libro sul management dell'anno". Nel suo terzo libro, ha coniato il termine "algoritmizzazione". Secondo Stolze, tutto ciò che è stato digitalizzato può avere valore solo se gli algoritmi corretti vengono applicati, prendendo spunto dalla sua esperienza come fondatore di una startup sull'intelligenza artificiale.

## Intelligenza artificiale
Essendo docente della Singularity University, Stolze è considerato come un tecno-ottimista. Come ricercatore, ha contribuito alla Asilomar Conference on Beneficial AI, contribuendo la traduzione olandese dei 23 principi.